# Scinax pixinguinha
Scinax pixinguinha — вид жаб з родини райкових (Hylidae). Описаний у 2021 році.

## Етимологія
Вид названо честь бразильського музиканта Альфредо да Роша Віанна Фільо, який виступав під сценічним ім'ям Пішингінья (Pixinguinha). Найвідоміший виконавець у жанрі народної музики шоро.

## Поширення
Ендемік Бразилії. Поширений на південному сході країни в атлантичному лісі.